# 馬丁鎮區 (阿肯色州康韋縣)
馬丁鎮區（英語：Martin Township）是位於美國阿肯色州康韋縣的一個行政鎮區。

## 地方資料
馬丁鎮區的面積為34.91平方千米，當中陸地面積為30.89平方千米，而水域面積為4.02平方千米。根據2010年美國人口普查的數據，當地共有人口140人，而人口密度為每平方千米4.01人。